# Bettine van Vuuren
Bettine van Vuuren là một Giáo sư Động vật học và Giám đốc của Trung tâm Bảo tồn Hoang dã và Bộ gien Sinh thái học tại Đại học Johannesburg.

## Những năm đầu và học vấn
Bettine van Vuuren theo học tại Đại học Pretoria, Nam Phi. Bà nhận được tấm bằng Cử nhân Khoa học ngành Động vật học vào năm 1992 và bằng Thạc sĩ Khoa học vào năm 1995. Bà có được tấm bằng Tiến sĩ ngành Động vật học vào năm 2000 với đề tài 'Molecular phylogeny of duiker antelope (Mammalia: Cephalophini) . Sau đó bà chuyển tới Đại học Stellenbosch và vào năm 2001 đảm nhận vị trí hậu tiến sĩ tại Đại học Montpellier II, Pháp. Nghiên cứu của bà tập trung vào động vật có vú hay bị săn tại Guiana Pháp và các kết quả thì đóng góp cho sự phát triển của luật săn bắn nhằm bảo vệ các loài bị săn bắn Trung và Nam Mỹ. Năm 2002, bà quay trở về Đại học Stellenbosch. Bà được mời trở thành một thành viên nhóm cốt lõi của Centre of Excellence for Invasion Biology (CIB) (2005 tới 2014) . Vào tháng 10 năm 2011, bà chấp nhận một vị trí tại Đại học Johannesburg (nơi bà xây dựng Phòng thí nghiệm Động vật học Nguyên tử), và vào năm 2016/2017 bà được thưởng một trung tâm nghiên cứu Đại học Johannesburg (Trung tâm Bảo tồn Hoang dã và Bộ gien Sinh thái học). Bà đã tham gia vào việc hướng dẫn của hơn 40 nghiên cứu sinh Tiến sĩ và học viên Thạc sĩ và chủ trì hơn 10 nghiên cứu sinh hậu tiến sĩ.Bà là thành viên của Hiệp hội Động vật học Nam Phi, Hiệp hội Địa lý sinh vật Quốc tế và Tổ chức Quản lý Hoang dã Nam Phi.